# Pavement
A Pavement amerikai rockegyüttes. Lo-fi és indie zenét játszanak. Jelen vannak az art-pop és az alternatív rock műfajokban is.
Tagjai: Stephen Malkmus, Bob Nastanovich, Scott Kannberg, Steve West, Mark Ibold, Gary Young és Jason Turner.
1989-ben alakultak meg a kaliforniai Stockton-ban. Leghíresebb daluk a Cut Your Hair, amelyet 1994-ben jelentettek meg. Az együttes a nyolcvanas és kilencvenes években nagy sikerűnek számított. Fennállásuk alatt öt nagylemezt dobtak piacra. 1999-ben feloszlottak. 2010-ben azonban egy rövid időre újraegyesültek. 2020-ra is terveznek egy újjáalakulást, amely során két koncertet adnak.
Azonban a koronavírus-járvány miatt eltörölték a fesztivált, az együttest pedig az eredetileg 2021 júniusára tervezett Primavera Sound fesztivál fellépői közé sorolták. 2021 márciusában azonban ismét eltolták a fesztivált, 2022 nyarára. A Pavement 2021 szeptemberében bejelentette, hogy 2022 őszén európai turnéra indulnak.

## Diszkográfia
- Slanted and Enchanted (1992)
- Crooked Rain, Crooked Rain (1994)
- Wowee Zowee (1995)
- Brighten the Corners (1997)
- Terror Twilight (1999)